# Herzogenrath
Herzogenrath (nid. ’s-Hertogenrade; fr. Rode-le-Duc) – miasto w Niemczech, położone w kraju związkowym Nadrenia Północna-Westfalia, w rejencji Kolonia, w regionie miejskim Akwizgran. Na koniec 2010 roku liczyło 46 708 mieszkańców.

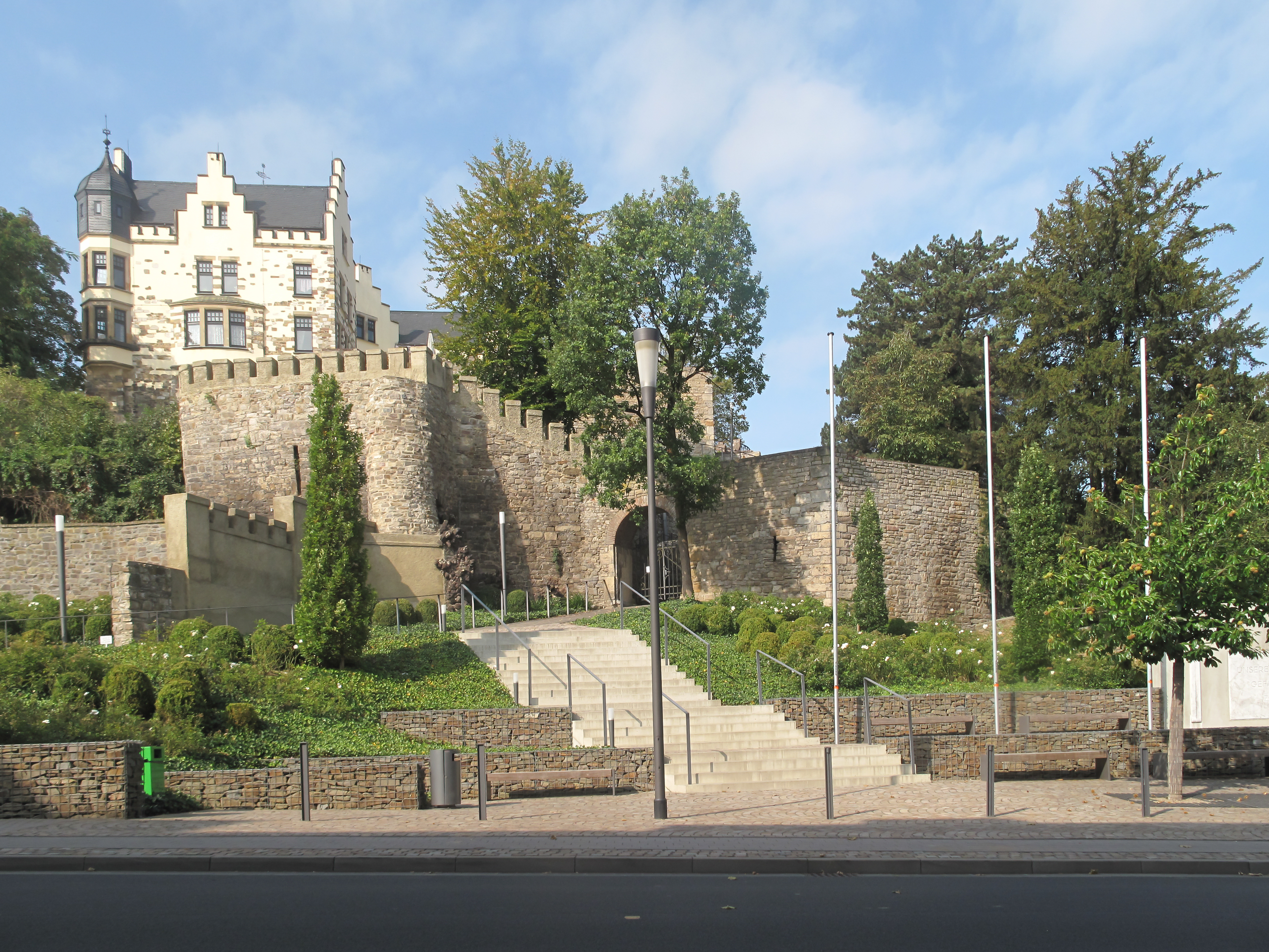
Zamek Rode w Herzogenrath

## Współpraca
Miejscowości partnerskie:
- Rumunia: Bystrzyca
- Holandia: Kerkrade
- Francja: Plérin,